# AS Fortuna
Maillots
Actualités
AS Fortuna est un club de football camerounais basé à Yaoundé dans la région du Centre, fondé en 1998.

## Historique
Le club est fondé en 1998.
Promu en 2018 en championnat national Elite One, il termine 14e en 2018, 4e en 2019, 14e en 2020 et 3e en 2020-2021.
En 2022, le club atteint les quarts de finale de la coupe du Cameroun et s'incline face au Conton Sport (0-1).
Il se classe 8e de la poule B en 2022-2023

## Féminines
L'AS Fortuna est finaliste de la Coupe du Cameroun de football féminin 2023, face à la formation Lékié FF, le 13 août 2023.

## Joueurs
- Calvin Doum